# Skam
Skam (stylizováno jako SKAM) je norský televizní a internetový seriál pro mládež, který v letech 2015–2017 vysílala veřejnoprávní televizní kanál NRK3. Seriál využívá virálního marketingu.

## Koncept
Seriál vypráví o běžném životě studentů na Gymnáziu Hartviga Nissena v Oslu. V každé sérii je hlavní postavou vždy někdo jiný. Diváci mohou vedle běžného televizního vysílání sledovat své postavy též přes sociální sítě jako Instagram, Facebook a YouTube. Na oficiálních stránkách seriálu se během týdne objevují krátké scénky v reálném čase doprovázené e-maily a chatem postav, které jsou posléze jako jeden díl vysílány na NRK3.

## Charakteristika děje
Hrdinkou první série je Eva Mohns, která v minulosti upřednostnila vztah se svým přítelem Jonasem před svou nejlepší kamarádkou. Tahle skutečnost ji začíná dohánět. Přes velkou fixaci na svého přítele si najde nové kamarádky, se kterými se konečně začíná cítit šťastně. Dokáže však tohle ničit nedůvěra, žárlivost a nevěrnost?
Ve druhé sérii se pozornost přenáší na Nooru Sætre. Začne se totiž o ní zajímat nejhezčí a nejoblíbenější kluk William na škole. Noora má však svá přesvědčení, kterým se snaží nepodlehnout.
Isak provádí dějem třetí série. Během tohoto období si všimne nového spolužáka Evena. I přes fázi odpírání toho, že by se mu mohli líbit kluci, se s ním sblíží.
Čtvrtá série se zabývá muslimkou Sanou Bakkoush, která zjišťuje, jak život může být pro muslimského dospívajícího člověka těžký.

## Obsazení
| Lisa Teige               | Eva Kviig Mohn       |
| Josefine Frida Pettersen | Noora Amalie Sætre   |
| Tarjei Sandvik Moe       | Isak Valtersen       |
| Iman Meskini             | Sana Bakkoush        |
| Marlon Valdés Langeland  | Jonas Noah Vasquez   |
| Ulrikke Falch            | Vilde Lien Hellerud  |
| Ina Svenningsdal         | Chris Berg           |
| Thomas Hayes             | William Magnusson    |
| Herman Tømeraas          | Christoffer Schistad |
| Carl Martin Eggesbø      | Eskild Tryggvasson   |
| Henrik Holm              | Even Bech Næsheim    |
| Ruby Dagnall             | Emma W. Larzen       |
| Marit Synnøve Berg       | matka Evy            |

## Seznam dílů

### První řada
- Du ser ut som en slut – Vypadáš jako děv*ka
- Jonas, dette er helt dust – Jonasi, to je úplná blbost
- Vi er de største loserne på skolen – Jsme největší poražení ve škole
- Go for it din lille slut – Jdi do toho, ty malá dě*vko
- Hva er det som gjør deg kåt? – Co tě vzrušuje?
- Man vet når gutter lyver – Víš, když chlapi lžou
- Tenker alltid det er meg det er noe gale med – Pořád si myslím, že je problém ve mně
- Hele skolen hater meg – Celá škola mě nenávidí
- Man er det man gjør – Jste to, co děláte
- Jeg tenker du har blitt helt psyko – Myslím, že jsi úplnej psychopat
- Et jævlig dumt valg – Zatraceně hloupá volba

### Druhá řada
- Om du bare hadde holdt det du lovet – Kdyby jsi jen dodržel to, co jsi slíbil
- Du lyver til en venninne og skylder på meg – Lžeš příteli a obviňuješ mě
- Er det noe du skjuler for oss? – Je něco, co před námi skrýváš?
- Jeg visste det var noe rart med henne – Věděla jsem, že je na ní něco divného
- Jeg er i hvert fall ikke sjalu – Alespoň nežárlím
- Jeg vil ikke bli beskytta – Nechci být chráněná
- Noora, du trenger pikk – Nooro, potřebuješ ptáka
- Du tenker bare på William – Myslíš jen na Williama
- Jeg savner deg så jævlig – Strašně moc mi chybíš
- Jeg skal forklare alt – Všechno vysvětlím
- Husker du seriøst ingenting? – Vážně si nic nepamatuješ?
- Vil du flytte sammen med meg? – Nastěhuješ se ke mně?

### Třetí řada
- Lykke til, Isak – Hodně štěstí, Issacu
- Du er over 18, sant? – Je ti víc než 18, žejo?
- Nå bånder dere i overkant mye -
- Keen på å bade – Máš chuť se koupat?
- Samme tid et helt annet sted – Ve stejnou dobu na úplně jiném místě
- Escobar season – Escobar sezóna
- Er du homo? – Jsi gay?
- Mannen i mitt liv – Muž mého života
- Det går over – To přejde
- Minutt for minutt – Minutu po minutě

### Čtvrtá řada
- Du hater å henge med oss – Nesnášíš poflakování se s nimi
- Jeg er gutt, jeg får ikke hat – Jsem kluk, necítím nenávist
- Hva mener du om drikking? – Co si myslíš o pití?
- Allah hadde digget deg – Allah tě miloval
- Hvis du er trist er jeg trist – Pokud jsi smutná, jsem smutný i já
- Har du en dårlig dag? – Máš špatný den?
- Vi må stå sammen – Musíme stát při sobě
- De største loserne på skolen – Největší propadák ve škole
- Livet smiler – Život se usmívá
- Takk for alt – Děkuju za všechno

## Ocenění
- Televizní cena Gullruten – nejlepší dramatický seriál, nejlepší nový seriál, inovace roku, nejlepší střih (z rok 2016); cena publika, nejlepší seriálový moment (9. epizoda 3. série), nejlepší scénář dramatu, nejlepší režie dramatu,
- Cena Nordens språkpris
- Cena švédského měsíčníku QX Gaygala – nejlepší zahraniční seriál
- Čestná cena Peera Gynta norského parlamentu